# Jeż (topologia)

Jeż z dużą, ale skończoną, liczbą kolców

Jeż – przykład przestrzeni metrycznej zlepionej z kolców złączonych w jednym punkcie, co sprawia, iż przypomina ona swoim wyglądem jeża.
Dla dowolnej liczby kardynalnej {\displaystyle \kappa } jeżem o {\displaystyle \kappa } kolcach nazywa się przestrzeń zdefiniowaną jako zbiór {\displaystyle \kappa } kopii przedziałów jednostkowych utożsamionych w punkcie 0; każdy taki przedział nazywa się kolcem jeża.

## Konstrukcja
Niech {\displaystyle S} będzie zbiorem nieskończonej mocy {\displaystyle \kappa ,} przy czym dla każdej liczby {\displaystyle \alpha \in S} dalej wykorzystywane będą oznaczenia:
{\displaystyle I_{\alpha }:=[0,1]\times \{\alpha \}}
oraz
{\displaystyle x_{\alpha }:=(x,\alpha )\in I_{\alpha }.}
Dowodzi się, że relacja {\displaystyle R} określona na {\displaystyle \textstyle \bigcup _{\alpha \in S}I_{\alpha }} warunkiem:
{\displaystyle x_{\alpha }Ry_{\beta }} wtedy i tylko wtedy, gdy {\displaystyle x=y}   i   {\displaystyle \alpha =\beta }   lub   {\displaystyle x=y=0,}
jest relacją równoważności. Wzór
{\displaystyle d{\big (}[x_{\alpha }],[y_{\beta }]{\big )}={\begin{cases}|x-y|,&{\mbox{ dla }}\alpha =\beta ,\\[2pt]x+y,&{\mbox{ dla }}\alpha \neq \beta .\end{cases}}}
określa metrykę w zbiorze klas abstrakcji {\displaystyle R.}
Słownie metrykę tę można opisać następująco: zwykła odległość euklidesowa dla punktów, które leżą na tym samym kolcu, i odległość równa sumie odległości euklidesowych od zera obu punktów, gdy leżą one na innych kolcach. Tak zdefiniowaną metrykę nazywa się metryką kolejową, centrum, węzła kolejowego, metra paryskiego bądź paryską.
Przestrzeń ilorazową relacji {\displaystyle R,} wyposażoną w metrykę {\displaystyle d,} nazywa się jeżem z {\displaystyle \kappa } kolcami i oznacza {\displaystyle J(\kappa ).}

## Własności
- Dla każdej liczby {\displaystyle \alpha \in S} przekształcenie {\displaystyle j_{\alpha }} odcinka [0,1] w jeża {\displaystyle J(\kappa )} dane wzorem {\displaystyle j_{\alpha }(x)=[x_{\alpha }]} jest zanurzeniem homeomorficznym.
- Bazą przestrzeni {\displaystyle J(\kappa )} jest rodzina kul otwartych o promieniach wymiernych i środkach w punktach postaci {\displaystyle [x_{\alpha }],} gdzie {\displaystyle x} jest liczbą wymierną oraz {\displaystyle \alpha \in S.} Wynika stąd, że waga przestrzeni {\displaystyle J(\kappa )} jest nie większa od {\displaystyle \kappa .} Z drugiej strony podprzestrzeń przestrzeni {\displaystyle J(\kappa )} złożona z punktów postaci {\displaystyle [1_{\alpha }]} jest przestrzenią dyskretną mocy {\displaystyle \kappa ,} stąd waga przestrzeni {\displaystyle J(\kappa )} jest równa {\displaystyle \kappa .}
- Twierdzenie Kowalsky’ego: Iloczyn kartezjański przeliczalnie wielu kopii jeża {\displaystyle J(\kappa )} jest przestrzenią uniwersalną dla przestrzeni metryzowalnych o ciężarze {\displaystyle \kappa .} Innymi słowy, każda przestrzeń metryczna wagi {\displaystyle \kappa } jest homeomorficzna z pewną podprzestrzenią produktu przeliczalnie wielu kopii jeża z {\displaystyle \kappa } kolcami[2].